# Cheema
Pour l’article homonyme, voir Umar Cheema.
 (décembre 2007).

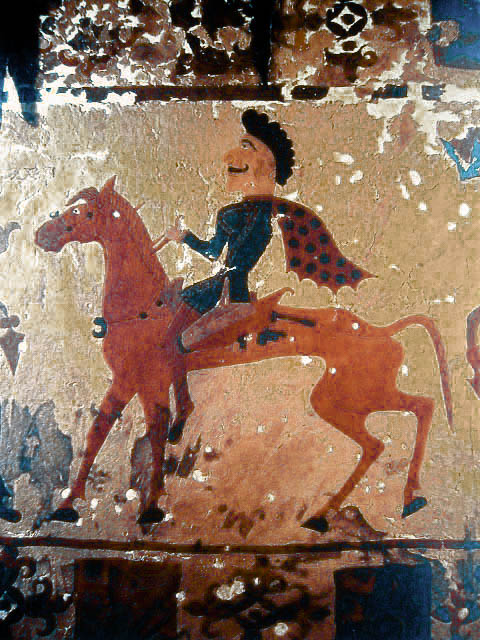
Cavalier Saka (Scythe) du Pazyryk, Asie centrale, env. 300 av.J-C

Cheema (punjabi: ਚੀਮਾ, چیمہ) (également écrit Chima) est un clan guerrier descendant des tribus Indo-Scythes. C'est l'un des deux principaux clans Jats de l'Inde et du Pakistan. 
Ils parlent punjabi et sont habituellement d'influents propriétaires terriens. Le clan Cheema est énuméré dans la deuxième ligne des premières constitutions du Pakistan comme l'un des quarante numériquement les plus importants héritant le pays.
Bien qu'il existe des Jats punjabi hindous, les Cheema ont toujours rejeté l'hindouisme, lui préférant le bouddhisme, le sikhisme, l'islam ou les cultes traditionnels locaux. La plupart d'entre eux sont au XXIe siècle des Sikhs ou des musulmans suivant le Pair-e-Tariqat (chef d'un ordre soufi) local ;  ils pratiquent aussi le Jathera (culte des ancêtres). Cheema est un gotra très répandu chez les Sikhs indiens du Penjab et les musulmans pakistanais du Penjab occidental.

## Répartition géographique
La majorité des Cheemas se trouvent dans la région de Sialkot, particulièrement dans les villages de Sahowala, Kamalpur et Manpur. Viennent ensuite quarante-deux villages de la zone de Gujranwala. Selon Cunningham, l’ensemble de ces régions est appelé le « desh des Cheemas » (pays en hindoustani et en punjabi). Beaucoup furent installés dans la zone de Montgomery pendant le contrôle britannique du Penjab. On trouve également un petit nombre de villages cheemas près de Rawalpindi (ex : Sui Cheemian près de Gujar Khan), Bahawalpur, Yazman, Amritsar, Gurdaspur, Jalandher, Moga, Ludhiana et Sangrur, limite orientale de leur habitat jusqu’à la partition du Penjab en 1947. De nombreux Sikhs quittèrent alors Sialkot et Gurjanwala pour Patiala, Karnal et Sirsa. Le Chaj Doab et le Sind Sagar Doab marquent la limite occidentale de leur habitat.

## Bref historique
On considère que les Cheemas descendent des Sakas et des Kambojas, mentionnés comme tribus du nord-ouest dans la littérature hindoue dès le Mahābhārata (1500-500 av.J.-C.). Au milieu du IIe siècle av. J.-C. les Sakas s’étendent en Bactriane, dans l’Hindu Kush et finalement en Inde sous la pression des Yuezhi et disputent le terrain aux Indo-grecs et aux Maurya, dominant pendant certaines périodes Gandhara, Taxila, Mathura, Pataliputra, avant d’occuper le nord-ouest après la chute des Shunga. Ils sont rattrapés par l’Empire kouchan. Au VIIIe siècle, les Sakas du Sind font partie des opposants aux souverains hindous de la dynastie Rai originellement bouddhiste. Contre Raja Dahir, ils soutiennent le conquérant musulman Muhammad ben al-Qasim  qui leur accorde le droit de pratiquer leur religion librement et le statut de dhimmis. Ils se convertiront progressivement à l’islam puis au sikhisme.
Les Anglais considéraient les Cheemas comme une ethnie puissante et unie, mais querelleuse.
Selon Ibbeston et Rose, ils revendiquaient comme ancêtres Rana Kang et Rana Dhol. Selon la tradition, Cheemas et Chathas sont souvent unis dans la lutte. Dans la mythologie hindoue des Narada Purana, les Cheemas sont appelés rakshasas (démons) car ils n'ont pas part au darshan des brahmanes, étant bouddhistes.
Au XXIe siècle, le clan Cheema est le mieux représenté à l'Assemblée et au Sénat, au Penjab et au niveau national.